# ناسك

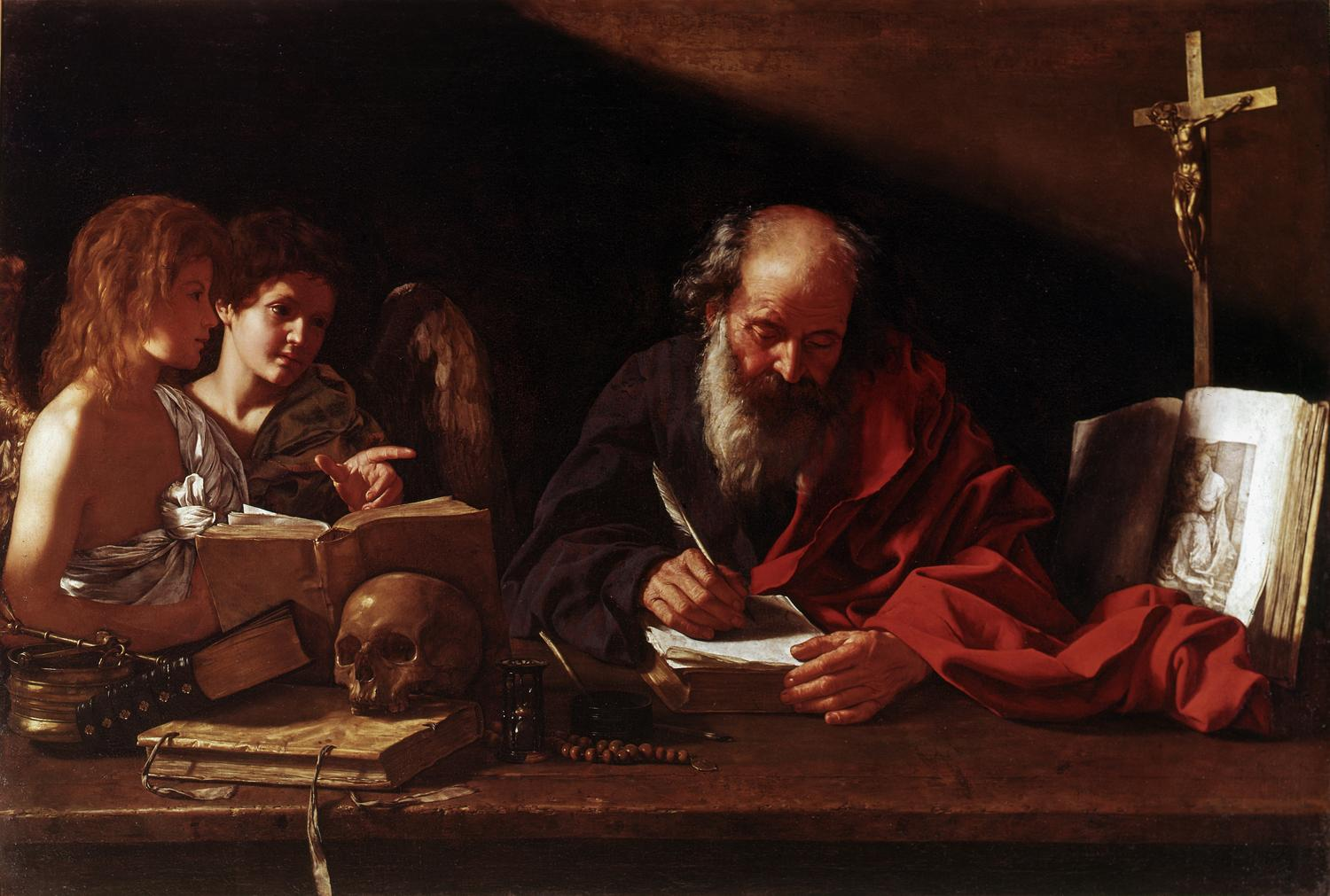
القديس جيروم، الذي عاش ناسكًا بالقرب من بيت لحم، يصور في دراسته حيث يزوره ملاكان (بقلم كافاروزي، أوائل القرن السابع عشر)

الناسك أو الراهب أو الانفرادي، هو شخص يعيش في عزلة. تلعب الإريترية دورًا في مجموعة متنوعة من الديانات.

## وصف
في المسيحية، تم تطبيق المصطلح في الأصل على المسيحي الذي يعيش حياة نسكية انطلاقا من قناعة دينية، وهي لاهوت الصحراء في العهد القديم (أي الأربعين سنة التي قضاها في الصحراء والتي كانت تهدف إلى إحداث تغيير في القلب).
في التقليد المسيحي، تعتبر الحياة النسكية شكلاً مبكرًا من أشكال الحياة الرهبانية التي سبقت الحياة الرهبانية في السينوبيوم. في الفصل الأول، تدرج قاعدة القديس بنديكتوس الناسك ضمن أربعة أنواع من الرهبان. في الكنيسة الكاثوليكية الرومانية، بالإضافة إلى النساك الذين هم أعضاء في المعاهد الدينية، فإن القانون الكنسي (القانون 603) يعترف أيضًا بالنساك الأبرشيين تحت إشراف أسقفهم كأعضاء في الحياة المكرسة. وينطبق الشيء نفسه على العديد من أجزاء الطائفة الأنجليكانية، بما في ذلك الكنيسة الأسقفية في الولايات المتحدة، على الرغم من الإشارة إليهم في القانون الكنسي للكنيسة الأسقفية باسم "المنعزلين" وليس "النساك".
في كثير من الأحيان، سواء في الأدبيات الدينية أو العلمانية، يتم استخدام مصطلح "الناسك" بشكل فضفاض لأي مسيحي يعيش حياة منعزلة تركز على الصلاة، وأحيانًا بالتبادل مع الناسك/الراهبة، والمنعزل، و"الوحيد". وتقدم الديانات الأخرى، بما في ذلك البوذية، والهندوسية، والإسلام (الصوفية)، والطاوية، أمثلة على النساك في شكل أتباع يعيشون أسلوب حياة زاهد.
في الاستخدام العامي الحديث، يشير مصطلح "الناسك" إلى أي شخص يعيش منفصلاً عن بقية المجتمع، أو انسحب من المجتمع كليًا أو جزئيًا، لأي سبب من الأسباب.

## التأثيل
الكلمة الإنلكيزية eremite هي من اللاتينية ĕrēmīta، لاتينية اليونانية ἐρημίτης ( erēmitēs )، "الصحراء"، والتي تأتي بدورها من ἔρημος ( erēmos )، والتي تعني "صحراء"، "غير مأهولة"، ومن ثم "ساكن الصحراء"؛ الصفة: "ناسك".

## تاريخ

### التقليد

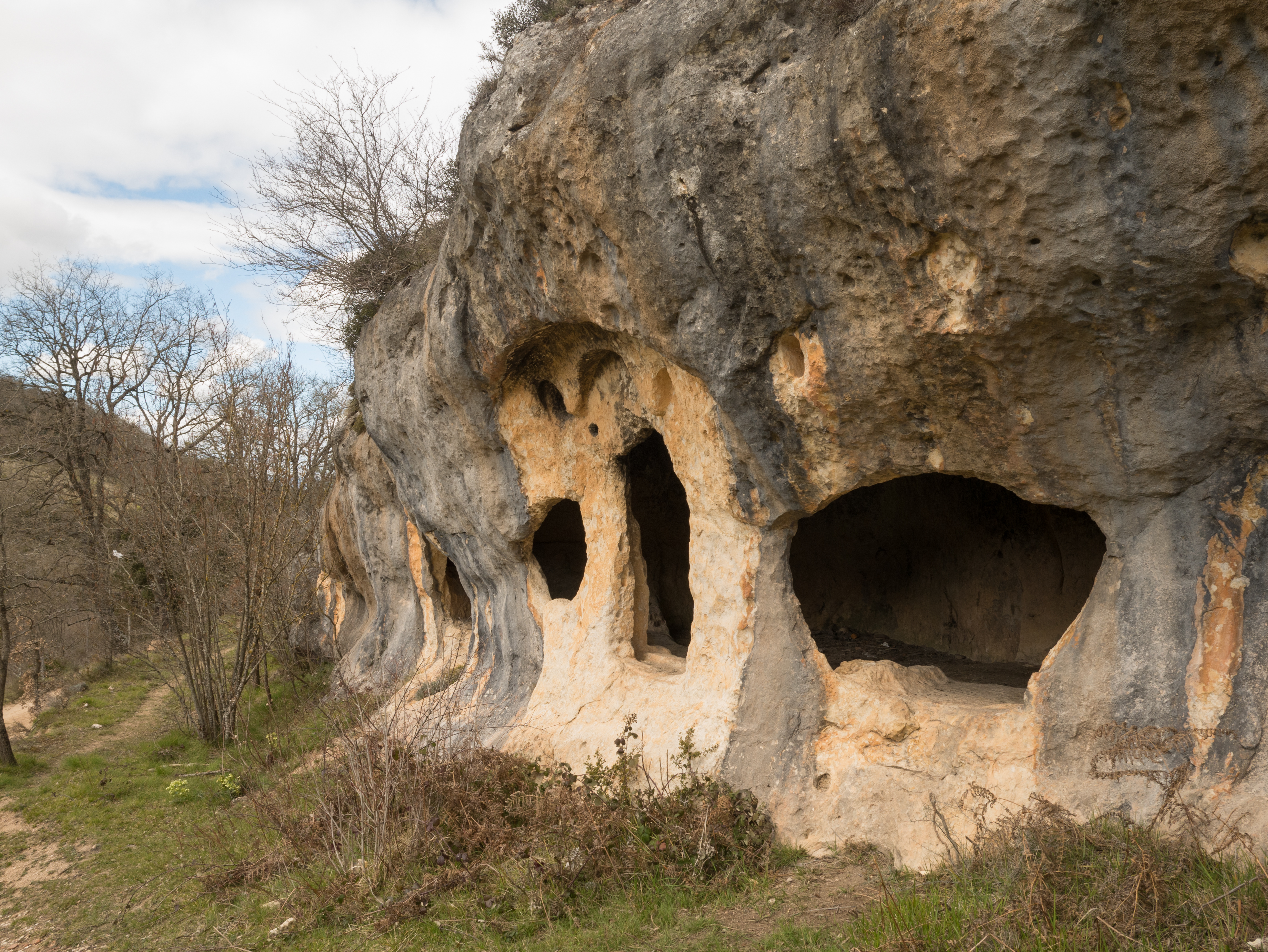
كهف إريميتي في إسبانيا

في التقليد المسيحي الشائع كان أول ناسك مسيحي معروف في مصر هو بولس الطيبي (ازدهر في القرن الثالث)، ومن هنا جاء تسميته أيضًا "القديس بولس أول ناسك". أنطونيوس المصري (ازدهر في القرن الرابع)، والذي يشار إليه غالبًا باسم "أنطوني الكبير"، ربما يكون الأكثر شهرة بين جميع النساك المسيحيين الأوائل بسبب السيرة الذاتية التي كتبها أثناسيوس الإسكندري. ربما كان السلف للنسك المصري هو السوري المنفرد أو "ابن العهد" (بار قياما بالآرامية) الذي تولى انضباطات خاصة كمسيحي.
كان النساك المسيحيون في الماضي يعيشون في كثير من الأحيان في خلايا معزولة أو أماكن سرية، سواء كانت كهفًا طبيعيًا أو مسكنًا مبنيًا، يقع في الصحراء أو الغابة. وكان الناس يلجأون إليهم أحيانًا طلبًا للنصيحة والإرشاد الروحي. وفي نهاية المطاف، اكتسب البعض منهم عددًا كبيرًا من التلاميذ حتى أنهم لم يعودوا يتمتعون بالوحدة الجسدية.[بحاجة لمصدر] قام بعض آباء الصحراء المسيحيين الأوائل بنسج سلال لتبادلها بالخبز.
في العصور الوسطى، كان من الممكن العثور على النساك أيضًا داخل المدن أو بالقرب منها حيث يمكنهم كسب عيشهم كحراس بوابات أو سائقي عبارات. في القرن العاشر، كتب غريملايكوس قاعدة للنساك الذين يعيشون في مجتمع رهباني. في القرن الحادي عشر، اكتسبت حياة الناسك اعترافًا باعتبارها طريقًا مستقلًا شرعيًا للخلاص. في ذلك القرن والقرن الذي تلاه، أصبح العديد من النساك يعتبرون قديسين. منذ العصور الوسطى وحتى العصر الحديث، كانت الرهبنة النسكية تُمارس أيضًا في سياق المؤسسات الدينية في الغرب المسيحي.
في الكنيسة الكاثوليكية، يرتب الكارثوسيون والكامالدوليس أديرتهم على شكل مجموعات من الأماكن المنعزلة حيث يعيش الرهبان معظم يومهم ومعظم حياتهم في الصلاة والعمل الانفرادي، ويجتمعون فقط لفترة وجيزة للصلاة الجماعية وفي بعض الأحيان فقط لتناول الوجبات الجماعية والترفيه. الرهبان السيسترسيون، والترابيستيون، والكرمليون، والتي هي في الأساس جماعية بطبيعتها، تسمح للأعضاء الذين يشعرون بالدعوة إلى الحياة النسكية، بعد سنوات من العيش في قاعة الجماعة أو مجتمع الدير، بالانتقال إلى زنزانة مناسبة كملجأ على أراضي الدير. وكان هناك أيضًا العديد من النساك الذين اختاروا هذه الدعوة كبديل لأشكال أخرى من الحياة الرهبانية.

### النساك
مصطلح "الناسك" (من اليونانية ἀναχωρέω تُستخدم كلمة anachōreō، والتي تعني "الانسحاب"، "المغادرة إلى الريف خارج المدينة المحيطة" غالبًا كمرادف لكلمة الناسك، ليس فقط في أقدم المصادر المكتوبة ولكن عبر القرون. ومع ذلك، فإن الحياة النسكية، في حين أنها تشبه الحياة النسكية، يمكن أن تكون أيضًا متميزة عنها. كان الناسكون يعيشون حياتهم الدينية في عزلة داخل "معقل المرساة" (أو "المرساة")، وهو عادةً كوخ صغير أو "خلية"، يُبنى عادةً بجوار كنيسة. كان من المعتاد أن يتم إغلاق باب المرسى بالطوب في احتفال خاص يجريه الأسقف المحلي بعد انتقال الناسك إليه. لا تزال الكنائس التي تعود إلى العصور الوسطى تحتوي على نافذة صغيرة ("حول") مدمجة في الجدار المشترك بالقرب من الحرم للسماح للناسك بالمشاركة في القداس من خلال الاستماع إلى الخدمة وتلقي القربان المقدس. كانت هناك نافذة أخرى تطل على الشارع أو المقبرة، مما سمح للجيران الخيريين بتسليم الطعام وغيره من الضروريات. يمكن للعملاء الذين يطلبون نصيحة الناسك أيضًا استخدام هذه النافذة لاستشارتهم.

## الحياة المسيحية المعاصرة

### الكاثوليكية
يمكن للكاثوليك الذين يرغبون في العيش في الرهبنة النسكية أن يعيشوا هذه الدعوة كناسك:
- في نظام نسكي، على سبيل المثال الكارثوسي أو الكامالدوليس (في الأخير قد يعيش الرهبان التابعون أيضًا كناسك)
- كناسك أبرشي تحت التوجيه القانوني لأسقفهم (القانون 603، انظر أدناه)

هناك أيضًا أشخاص عاديون يتبعون أسلوب حياة نسكي بشكل غير رسمي ويعيشون في الغالب منفردين. لا يرى جميع الأعضاء العلمانيين الكاثوليك الذين يشعرون أن دعوتهم هي تكريس أنفسهم لله في حياة صلاة منعزلة أنها دعوة إلى شكل من أشكال الحياة المكرسة. ومن الأمثلة على ذلك الحياة البوستينية، وهو تعبير كاثوليكي شرقي عن الحياة النسكية التي تجد أتباعًا لها أيضًا في الغرب.

#### أعضاء النسك في المعاهد الدينية

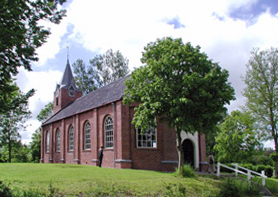
كنيسة المحبسة " سيدة الحديقة المغلقة " في وارفهاوزن، هولندا

في الكنيسة الكاثوليكية، لدى مؤسسات الحياة المكرسة أنظمتها الخاصة فيما يتعلق بأعضائها الذين يشعرون بالدعوة من الله للانتقال من الحياة في المجتمع إلى الحياة النسكية، ولديهم إذن من رئيسهم الديني للقيام بذلك. ولا يتضمن قانون القانون الكنسي أي أحكام خاصة بهم. من الناحية الفنية، يظلون أعضاءً في معهدهم للحياة المكرسة، وبالتالي تحت طاعة رئيسهم الديني.
تحافظ الرهبان والراهبات الكارثوزيون والكامالدوليسيون على أسلوب حياتهم الأصلي باعتباره نسكيًا في الأساس ضمن سياق ديري، أي أن أديرة هذه الرهبانيات هي في الواقع مجموعات من الملاجئ الفردية حيث يقضي الرهبان والراهبات أيامهم بمفردهم مع فترات قصيرة نسبيًا من الصلاة معًا.
وتحافظ الطوائف الأخرى التي هي في الأساس رهبانية، ولا سيما الترابيستيون، على تقليد يسمح للرهبان أو الراهبات الأفراد الذين وصلوا إلى مستوى معين من النضج داخل المجتمع بممارسة أسلوب حياة ناسك على أراضي الدير تحت إشراف رئيس الدير أو رئيسة الدير. وكان توماس ميرتون من بين الترابيستيين الذين تبنوا هذا الأسلوب من الحياة.

#### النساك الأبرشيون
إن الشكل الأول للحياة المسيحية النسكية أو الزهدية يسبق العضوية في مؤسسة دينية، حيث أن المجتمعات الرهبانية والمؤسسات الدينية هي تطورات لاحقة للحياة الرهبانية. وإذا أخذنا في الاعتبار أن معنى الدعوة النسكية هو لاهوت الصحراء في العهد القديم، فيمكن القول إن صحراء الناسك الحضري هي صحراء قلبه، التي تطهرت من خلال الكينوسيس لتصبح مسكن الله وحده.
من أجل توفير الرعاية للرجال والنساء الذين يشعرون بدعوة إلى الحياة النسكية أو الزهدية دون أن يكونوا أو يصبحوا أعضاء في مؤسسة للحياة المكرسة، ولكنهم يرغبون في الاعتراف بها من قبل الكنيسة الكاثوليكية الرومانية كشكل من أشكال الحياة المكرسة، يشرع قانون القانون الكنسي لعام 1983 في القسم الخاص بالحياة المكرسة (القانون 603).
يحدد القانون 603 الفقرة 2 المتطلبات التي يجب أن تتوفر في النساك الأبرشيين.
تعليق تعليم الكنيسة الكاثوليكية الصادر في 11 أكتوبر 1992 (الفقرات 918-921) على الحياة النسكية هو كما يلي:
منذ بدايات الكنيسة الأولى، كان هناك رجال ونساء شرعوا في اتباع المسيح بحرية أكبر، والسعي إلى الاقتداء به عن كثب، من خلال ممارسة النصائح الإنجيلية. لقد عاشوا حياة مكرسة لله، كلٌ بطريقته الخاصة. وقد أصبح العديد منهم، تحت إلهام الروح القدس، نُسّاكًا أو أسّسوا جماعات رهبانية. وقد قبلتهم الكنيسة، بقوة سلطتها، بفرح وأقرتهم.
يكرّس النُسّاك حياتهم لتسبيح الله وخلاص العالم من خلال انفصال أكثر صرامة عن العالم، وصمت العزلة، والصلاة الدؤوبة والتوبة. (حاشية: القانون الكنسي، المادة 603، الفقرة 1). وهم يُجسّدون للجميع البُعد الداخلي لسر الكنيسة، أي العلاقة الشخصية الحميمة مع المسيح. ومختفين عن أعين الناس، فإن حياة الناسك تُعدّ تبشيرًا صامتًا بالرب، الذي سلّم له حياته ببساطة، لأنه كل شيء بالنسبة له. وهنا دعوة خاصة لاكتشاف مجد المصلوب في الصحراء، في خضم المعركة الروحية.

لا تتضمن قواعد الكنيسة الكاثوليكية للحياة المكرسة والنسكية أعمال الرحمة الجسدية. ومع ذلك، فإن كل ناسك، مثل كل مسيحي، ملزم بقانون المحبة، وبالتالي يجب عليه أن يستجيب بسخاء، حسبما تسمح به ظروفه الخاصة، عندما يواجه حاجة محددة للأعمال الجسدية للرحمة. والنساك ملزمون أيضًا بقانون العمل. إذا لم يكونوا مستقلين مالياً، فقد ينخرطون في صناعات منزلية أو يعملون بدوام جزئي في وظائف تحترم دعوتهم للعيش في عزلة وصمت مع اتصال محدود للغاية أو بدون اتصال مع أشخاص آخرين. ولا يجوز لهذه الأعمال الخارجية أن تمنعهم من مراعاة التزاماتهم تجاه دعوتهم النسكية المتمثلة في الانفصال الصارم عن العالم وصمت العزلة وفقًا للشريعة 603، التي نذروا بموجبها نذرهم. على الرغم من أن القانون 603 لا يتضمن أي أحكام بشأن جمعيات النساك، إلا أن هذه الجمعيات موجودة (على سبيل المثال، نساك بيت لحم في تشيستر، نيوجيرسي، ونساك القديس برونو في الولايات المتحدة؛ انظر أيضًا لافرا، سكيت).

### اللوثرية
كانت الكنائس اللوثرية تتمتع بتقليد النساك. في الولايات المتحدة، تم الإشادة باللوثري الناسك آرثر كارل كرينهيدر لجهوده من أجل المسكونية.

### الأنجليكانية
تتيح العديد من الطوائف والأوامر الدينية المعترف بها في الطائفة الأنجليكانية لبعض الأعضاء فرصة العيش كنساك، ويشار إليهم عادة باسم المنعزلين. أصبحت إحدى مجتمعات كنيسة إنجلترا، وهي جمعية القديس يوحنا الإنجيلي، تضم الآن عددًا من المنعزلين فقط في جماعتها البريطانية. كما توفر الأنجليكانية أيضًا الترتيبات اللازمة للرجال والنساء الذين يسعون إلى عيش حياة مكرسة فردية، بعد أخذ النذور أمام أسقفهم المحلي؛ ويعيش العديد ممن يفعلون ذلك منفردين. يحتوي دليل الحياة الدينية، الذي نشرته اللجنة الاستشارية للعلاقات بين الأساقفة والجماعات الدينية، على ملحق يحكم اختيار وتكريس وإدارة الانفراديين الذين يعيشون خارج الجماعات الدينية المعترف بها.
في القانون الكنسي للكنيسة الأسقفية (الولايات المتحدة)، فإن أولئك الذين يتقدمون بطلب إلى أسقف أبرشيتهم والذين يثابرون في أي برنامج تحضيري يتطلبه الأسقف، يأخذون عهودًا تتضمن العزوبة مدى الحياة. ويشار إليهم باسم الانفراديين وليس النساك. يختار كل منهم أسقفًا غير أسقفه الأبرشي كمورد روحي إضافي، وإذا لزم الأمر، وسيطًا. في بداية القرن الحادي والعشرين، أفادت كنيسة إنجلترا بزيادة ملحوظة في عدد الطلبات المقدمة من الأشخاص الذين يسعون إلى عيش حياة مكرسة فردية كنساك أو منعزلين أنجليكان. المجتمع الديني المعروف باسم منعزلي ديكوفن، الذين يصنعون مسبحة الصلاة الأنجليكانية وحبال باتر نوستر لدعم أنفسهم، هم مثال على الملجأ الأنجليكاني.

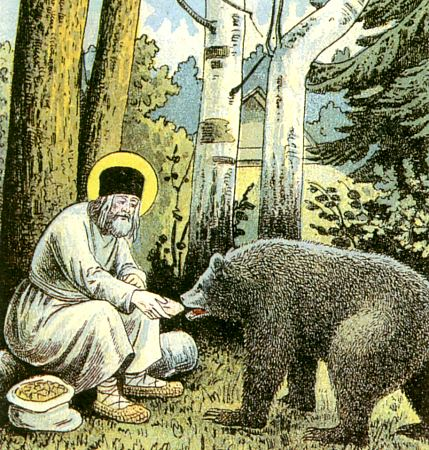
القديس سيرافيم ساروف يتقاسم وجبته مع الدب

### الأرثوذكسية الشرقية
في الكنيسة الأرثوذكسية والكنائس الكاثوليكية ذات الطقوس الشرقية، يعيش النساك حياة الصلاة وكذلك خدمة مجتمعهم بالطريقة المسيحية الشرقية التقليدية المعروفة باسم البوستينيك. البوستينيك هو ناسك متاح لكل من يحتاج إليه وفي جميع الأوقات. في الكنائس المسيحية الشرقية، أحد الاختلافات التقليدية للحياة النسكية المسيحية هي الحياة شبه النسكية في لافرا أو إسكيت، والتي تجسدت تاريخيًا في إسكيت، وهو مكان في الصحراء المصرية، واستمرت في العديد من الإسكيتات اليوم، بما في ذلك العديد من المناطق على جبل آثوس.

## النساك المسيحيون البارزون

### الكنيسة المبكرة والعصور الوسطى
- بولس الطيبي، القرن الرابع، مصر، يعتبره القديس جيروم أول ناسك[11]
- أبا أور النطري، القرن الرابع، مصر.
- أنطونيوس المصري، القرن الرابع، مصر، أحد آباء الصحراء، يُعتبر مؤسس الرهبنة المسيحية
- القديس مكاريوس المصري، القرن الرابع، مؤسس دير القديس مكاريوس الكبير، مؤلف "العظات الروحية" المفترض
- القديس جيروم، القرن الرابع، منطقة البحر الأبيض المتوسط، دكتور الكنيسة، يُعتبر الأب الروحي للرهبنة النسكية الهيرونيمية
- سينكلتيكا الإسكندرية، القرن الرابع، مصر، إحدى أمهات الصحراء الأوائل، وأقوالها متضمنة في أقوال آباء الصحراء
- غريغوريوس المُنير، في القرن الرابع، جلب الإيمان المسيحي إلى أرمينيا
- مريم المصرية، القرن الرابع/الخامس، مصر وشرق الأردن، تائبة
- القديس سمعان العمودي، القرن الرابع/الخامس، سوريا، قديس عامودي
- سارة البرية، القرن الخامس، مصر، إحدى أمهات البرية، وقد سجلت أقوالها في أقوال آباء البرية
- القديس بنديكت النورسي، القرن السادس، إيطاليا، مؤلف ما يسمى بقاعدة القديس بنديكت، ويعتبر مؤسس الرهبنة الغربية
- كيفن من جليندالوغ، القرن السادس، أيرلندا
- سانت جال، القرن السابع، سويسرا، تحمل اسم المدينة وكانتون سانت جالن.
- هربرت من ديرونتووتر، القرن السابع، إنجلترا.
- القديس روموالد، القرن العاشر/الحادي عشر، إيطاليا، مؤسس رهبنة كامالدوليس
- غويريور ثوربجارناردوتير، القرن العاشر/الحادي عشر، أيسلندا.
- برونو من كولونيا، القرن الحادي عشر، فرنسا، مؤسس الرهبنة الكارثوزية
- بطرس الناسك، القرن الحادي عشر، فرنسا، زعيم الحملة الصليبية الشعبية
- الطوباوي يوسابيوس من إسترغوم، القرن الثالث عشر، المجر، مؤسس رهبنة القديس بولس الناسك الأول
- طوبى غونزالو دي أمارانتي، القرن الثالث عشر، البرتغال، راهب دومينيكاني
- ريتشارد رول دي هامبول، القرن الثالث عشر، إنجلترا، كاتب ديني
- سرجيوس رادونيج، القرن الرابع عشر
- نيكولاس فلو، القرن الخامس عشر، شفيع سويسرا
- جوليان نورويتش، القرن الخامس عشر، إنجلترا، ناسكة
- القديس خوان دييغو، 1474-1548، المكسيك، صاحب رؤية ظهور سيدة غوادالوبي

### العصر الحديث
أعضاء الطوائف الدينية:
- هيرمان ألاسكا، القرن الثامن عشر
- سيرافيم ساروف، القرن الثامن عشر/التاسع عشر
- توماس ميرتون، راهب ترابيستي، كاتب روحي من القرن العشرين

النساك الأبرشيون حسب القانون 603:
- الأخت سكولاستيكا إيغان، كاتبة عن الدعوة النسكية
- الأخت لوريل إم أونيل، إر ديو، المديرة الروحية، الكاتبة عن الحياة النسكية
- نساك بيت لحم، تشيستر، نيوجيرسي (دير الدير الحديث)
- الأب مارتن سوهارتونو، إير ديو، يسوعي سابقًا

آحرون:
- عاش ماسافومي ناغازاكي، "الناسك العاري" في اليابان، في جزيرة سوتوباناري حتى مرض وأجبرته الحكومة على مغادرة الجزيرة.[12][13]
- جان لو بير، امرأة كندية كاثوليكية منعزلة من القرن السابع عشر/الثامن عشر، ألهمت تأسيس راهبات المنعزلات
- كانت ويندي بيكيت، التي كانت في السابق من أخوات نوتردام دي نامور، عذراء مكرسة أيضًا، وعاشت في عزلة رهبانية
- كاثرين دوهيرتي، بوستينيك، مؤسسة كنيسة مادونا هاوس الرسولية
- شارل دي فوكو، في القرن التاسع عشر/العشرين، كان راهبًا ترابيًا سابقًا، ألهم تأسيس إخوة يسوع الصغار
- يان تيرانوفسكي، المرشد الروحي للشاب كارول فويتيلا، الذي سيصبح في النهاية البابا يوحنا بولس الثاني

المجتمعات:
- منظمة المراقبين، وهي جماعة نسكية بروتستانتية فرنسية معاصرة
- رهبان السيدة العذراء مريم المباركة على جبل الكرمل
- عائلة رهبانية من بيت لحم، من صعود العذراء والقديس برونو

## روابط خارجية
- روثا ماري كلاي، النص الكامل + الرسوم التوضيحية، النساك والمتوحدون في إنجلترا.
- تقليد النساك ليرسي
- النساك البريطانيون: الإغراء المتزايد للحياة الانفرادية
- الموارد والتأملات حول النساك والعزلة